# Futuro de la Armada Real de los Países Bajos
En abril de 2018, el gobierno holandés aprobó un programa de inversión plurianual para la Marina holandesa y asignó fondos para el período 2018-2030. Aquí se describe los futuros planes de construcción de buques para la armada holandesa.

## Barcos en construcción
La siguiente tabla es una lista de embarcaciones actualmente en construcción para la Marina Real de los Países Bajos:
| Clase            | Barco      | banderín no. | Constructor | Escribe                       | Desplazamiento   | Lanzado | Entrada en servicio | Estado          | Fuente            |
| ---------------- | ---------- | ------------ | ----------- | ----------------------------- | ---------------- | ------- | ------------------- | --------------- | ----------------- |
| Clase Den Helder | Den Helder | A834         | Grupo Damen | Barco de apoyo de combate     | 20.000 toneladas |         | 2024 (planificado)  | En construcción | [ 1 ] [ 2 ] [ 3 ] |
| Clase Vlissingen | Vlissingen | M840         | Kership     | Buque de medidas contra minas | 2.800 toneladas  |         | 2025 (planificado   | En construcción | [ 4 ] [ 5 ]       |

## Buques de combate de superficie

### Fragatas claseDe Zeven Provinciën
Actualización de las fragatas LCF de clase De Zeven Provinciën se planea la adquisición de misiles SM-3, un nuevo cañón OTO Melara 127/64 LW, con  integración de ESSM-2 y SLCM 2018–2021.

#### Reemplazo
En 2020 se anunció que estos barcos de uso intensivo no serán reemplazados como estaba previsto alrededor de 2025. Sino que la Armada Real de los Países Bajos y la Armada alemana cooperarán en el diseño de una plataforma conjunta para reemplazar tanto a la fragata de clase De Zeven Provinciën como a la Clase Sachsen a partir de 2030.

### Fragatas claseKarel Doorman

#### Reemplazo
Las dos fragatas polivalentes que todavía están en servicio con la Marina Real de los Países Bajos están llegando al final de su vida; fueron diseñados para durar hasta 2018/2023. Debido a esto, el Ministerio de Defensa holandés inició estudios de diseño en 2013. Las nuevas fragatas están nuevamente planificadas para cumplir un rol de propósito general con la guerra antisubmarina como especialidad. Sin embargo, dado que la Marina Real de los Países Bajos solo posee seis fragatas en total para 2017, los nuevos barcos deben poder funcionar bien en todas las áreas del espectro. Esto significa que el equipo antiaéreo también debe estar presente, en forma de células VLS (lanzamiento vertical) que transporten proyectiles Standard Missile 2 o ESSM. Debido a los recortes presupuestarios, el programa de reemplazo se retrasó y ahora se prevé que entregue los primeros barcos en 2028-29.

### OPV clase Holanda

#### Reemplazo
En el proyecto de ley de gastos de Defensa de 2022 se anunció que, al final de su ciclo de vida, los cuatro barcos de la clase Holland se reemplazarán junto con los dos barcos de la clase Rotterdam para formar una nueva clase de barcos 'cross-over' teniendo en cuenta las capacidades de patrullaje, anfibios y socorro de emergencia.

## Guerra anfibia

### LPD de la clase Rotterdam
Los dos barcos de la clase Rotterdam, el Rotterdam y el Johan de Witt, han tenido varias actualizaciones. Con la actualización de mediana edad del Johan de Witt prevista para 2021-2022. Entre otras cosas, los radares se actualizarán, con el radar Thales NS100 y el Thales Scout Mk3 reemplazando el radar Thales Variant y el radar Kelvin Hughes.
- El HNLMS Rotterdam se reemplazará en 2030.[7]
- El HNLMS Johan de Witt será reemplazado en 2032.[8]

#### Reemplazo
En el proyecto de ley de gastos de Defensa de 2022 se anunció que al final de su ciclo de vida los dos barcos de la clase Róterdam serán reemplazados junto con los cuatro barcos de la clase Holanda para formar una nueva clase de barcos 'cross-over' de patrulla, capacidades anfibias y de socorro y emergencia.

### LCU
Adquisición de nuevas LCU en 2025 con capacidad adicional para apoyar operaciones anfibias y la integración de los Marines de la Armada Alemana (Seebatallion).

## Buque de contramedidas de minas

### Barcos MCM claseAlkmaar
Los Países Bajos y Bélgica están realizando una adquisición conjunta para los reemplazos de los barcos MCM de la clase Alkmaar. Ambos países quieren adquirir seis nuevos buques de contramedidas de minas (MCM), lo que hace un total de 12 buques MCM. Los nuevos barcos MCM incluirán una gama de sistemas no tripulados que incluyen vehículos de superficie, aéreos y submarinos no tripulados junto con sonares remolcados y ROV de identificación y neutralización de minas.

#### Selección
El contrato fue ganado por Naval Group el 15 de marzo de 2019. La entrega del primer barco a la Armada Real de los Países Bajos está prevista para 2025.

## Submarinos

### Submarinos claseWalrus
En noviembre de 2014, el ministro de Defensa holandés anunció planes para reemplazar la clase de submarinos Walrus en 2025. Para 2017, todavía no había un acuerdo político sobre la cantidad o el tipo de nuevos submarinos que se ordenarían; ni las tareas que se esperaba que realizaran. Sin embargo, parece seguro que serán reemplazados, ya que la supuesta amenaza rusa se consideró un incentivo para invertir en una nueva clase. El ministro de Defensa, sin embargo, retrasó dos años la sustitución, hasta 2027. Aproximadamente, hay dos grupos en el parlamento holandés: uno a favor de reemplazar la clase Walrus por una clase igualmente capaz de grandes submarinos diesel-eléctricos expedicionarios, y el otro a favor de elegir una solución más económica de diesel-eléctricos más pequeños. similar a los submarinos suecos y alemanes. Se desconoce dónde se construirán los nuevos barcos; ya que el astillero holandés RDM (el único astillero holandés capaz de construir submarinos) ya no está en funcionamiento. La Defensienota (Política de Defensa para los próximos años) en marzo de 2018 reveló que el gobierno holandés todavía planea reemplazar los submarinos de clase Walrus, con un presupuesto asignado de más de 2.5 mil millones de euros para los nuevos submarinos. Se esperaba información adicional sobre cómo proceder con el reemplazo a fines de 2018, cuando el ministro de Defensa holandés, Ank Bijleveld, envió la llamada carta B al parlamento holandés. El ministro Bijleveld también subrayó en una entrevista que los nuevos submarinos deberían tener las mismas capacidades de nicho que los actuales submarinos de clase Walrus : la capacidad de operar y recopilar información tanto en aguas poco profundas cerca de la costa como en aguas profundas del océano. A mediados de 2021 se indicó que el plan revisado era tomar una decisión sobre el tipo de reemplazo en 2022 y tener el primer barco en servicio para 2028, con los dos primeros barcos en servicio para 2031. Sin embargo, en octubre de 2021 se informó que este cronograma ya no era factible. En cambio, el Ministerio de Defensa holandés señaló que las fechas previstas tendrían que "ajustarse sustancialmente", lo que probablemente afectaría las fechas de servicio propuestas originalmente para los primeros submarinos. En abril de 2022, se anunció que el cronograma revisado para la construcción de los nuevos barcos de reemplazo probablemente haría que los dos primeros barcos entraran en servicio en el período de 2034 a 2037.

## Barcos auxiliares

### Buque de reabastecimiento claseDen Helder

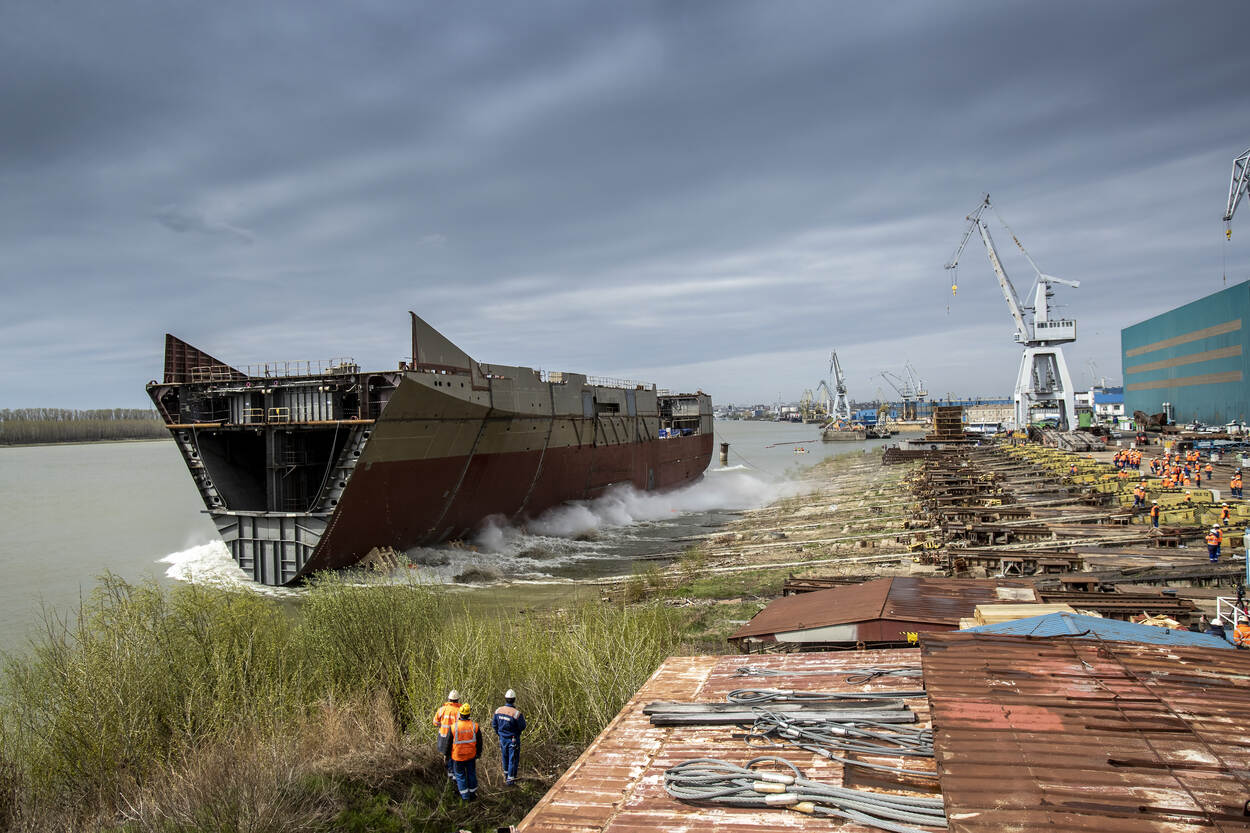
Lanzamiento de las secciones de casco 2 y 3

El primer acero se cortó en una ceremonia el 2 de diciembre de 2020 en el astillero Damen en Galati . El 2 de junio, Damen Shipyards Galati realizó la ceremonia de colocación de la quilla. La ceremonia de colocación de la quilla estuvo a cargo del Director de la Organización de Material de Defensa (DMO), el vicealmirante Arie Jan de Waard y el vicealmirante Rob Kramer, comandante de la Marina Real de los Países Bajos (RNLN). El barco se depositó formalmente el 2 de junio de 2021. La primera gran sección, que mide 90 m (295,3 pies), del nuevo buque fue botado en Galati el 11 de abril de 2022.